# Phalacrocorax capensis
Il cormorano del Capo (Phalacrocorax capensis Sparrman, 1788) è un uccello appartenente alla famiglia dei Falacrocoracidi diffuso lungo le coste meridionali dell'Africa.

## Descrizione
Lungo circa 62 cm, presenta livrea nuziale verde bronzo e pelle della faccia gialla.

## Distribuzione e habitat
Vive lungo le coste di Namibia e Africa meridionale.